# Love Me (sang af Jerry Leiber og Mike Stoller)
 For alternative betydninger, se Love Me. (Se også artikler, som begynder med Love Me)
"Love Me" er en komposition af Jerry Leiber og Mike Stoller, som blev gjort populær af Elvis Presley i 1956. Sangen blev skrevet i 1954 og indspillet samme år af duoen Willy and Ruth og kort efter af Georgia Gibbs. Senere fulgte en række kopiversioner af sangen, men ingen af dem fik nogen nævneværdig succes.

## Elvis Presleys version
Elvis Presley indspillede sin version af sangen hos Radio Recorders i Hollywood den 1. september 1956, beregnet til hans andet album, som hed Elvis og udkom i oktober 1956. Sangen kom endvidere på en EP-plade, Elvis Vol. 1 som nåede en 2.-plads på Billboard Hot 100 i Amerika. "Love Me" udkom ikke på single for ikke at skabe unødig forvirring omkring den samtidige "Love Me Tender", titelmelodien fra hans første film.
"Love Me" findes på CD'en 2nd To None, som blev udsendt af RCA i 2003 som en naturlig opfølger på forrige års succesudgivelse ELV1S 30 #1 HITS.
Elvis optrådte med "Love Me" på TV den 28. oktober 1956 i et Ed Sullivan Show og igen i juni 1968 i sit legendariske 'come back-show'. Sangen var også med i det verdensberømte satellitshow Aloha from Hawaii fra februar 1973, der blev transmitteret samtidig til næsten hele verden. "Love Me" var ofte med på repertoiret ved de store koncerter op gennem 1970'erne, bl.a. også på Elvis Presleys sidste turné i juni 1977. Der blev ikke sjældent udgivet albummer fra Elvis' liveoptrædender, og på flere af disse findes "Love Me", bl.a. A Golden Celebration og Elvis As Recorded Live On Stage In Memphis. Han optrådte også med sangen under sine "Dinner Show"-koncerter på The Hilton Hotel i Las Vegas i 1975. En indspilning herfra findes på Presleys live-album Dinner At Eight, som kom på gaden den 15. november 2002.

## Andre versioner
Også andre kunstnere har forsøgt sig med sangen, bl.a.:
- Johnny Burnette
- Davis Daniel
- Engelbert Humperdinck
- Billy "Crash" Craddock